# Gëzim Hajdari
Gëzim Hajdari (Lushnjë, 25 febbraio 1957) è un poeta e traduttore albanese.

## Biografia
È nato nel 1957, ad Hajdaraj (Lushnjë), Albania, in una famiglia di ex proprietari terrieri, i cui beni sono stati confiscati durante la dittatura comunista di Enver Hoxha.
Nel paese natale ha terminato le elementari, mentre ha frequentato le medie, il ginnasio e l'istituto superiore per ragionieri nella città di Lushnje. Ha studiato letteratura albanese all'Università di Elbasan "Aleksandër Xhuvani" e lettere moderne all'Università degli Studi di Roma "La Sapienza".
In Albania ha svolto vari mestieri lavorando come operaio, guardia di campagna, magazziniere, ragioniere, operaio in una azienda per la bonifica dei terreni, due anni come militare con gli ex-detenuti, insegnante di letteratura alle superiori dopo il crollo del regime comunista; mentre in Italia ha lavorato come pulitore di stalle, zappatore, manovale, aiuto tipografo.
Nell'inverno del 1991, Hajdari è tra i fondatori del Partito Democratico e del Partito Repubblicano della città di Lushnje, partiti d'opposizione, e viene eletto segretario provinciale per i repubblicani nella suddetta città. È cofondatore del settimanale di opposizione Ora e Fjalës, nel quale svolge la funzione di vice direttore. Allo stesso tempo scrive sul quotidiano nazionale Republika. Più tardi, nelle elezioni politiche del 1992, si presenta come candidato al parlamento nelle liste del PRA, ma non risultò eletto.
Nel corso della sua intensa attività di esponente politico e di giornalista d’opposizione in Albania, ha denunciato pubblicamente e ripetutamente i crimini del ex-regime di Enver Hoxha, nonché la corruzione e gli affari sporchi tra mafia e i politici dei regimi corrotti post-comunisti di Tirana. Anche per queste ragioni, a seguito di ripetute minacce di morte, è stato costretto, nell'aprile del 1992, a fuggire dal proprio paese.
Bilingue e translingue, scrive e traduce in albanese e in italiano. Ha tradotto diversi poeti albanesi in italiano. È stato invitato a tenere conferenze, lezioni e presentare la sua opera in diversi paesi e università europei, ma mai in Albania, dove il suo contributo letterario viene ignorato volutamente dalla cultura di potere. 
La sua opera è oggetto di studi accademici in diverse università del mondo.
È cittadino onorario per meriti letterari della città di Frosinone. È considerato uno dei maggiori poeti contemporanei.
Dirige la collana di poesia "Erranze" per l'editore Ensemble di Roma. Ha vinto numerosi premi letterari. Tradotto in molte lingue.
Dal 2014 - 2018 ha tenuto un seminario sulla Lingua e Cultura Albanese presso l'Università di Macerata.
Dal 1992, vive come esule in Italia.
Con decreto del Presidente della Repubblica in data 29 maggio 2025, è destinatario di un assegno annuo vitalizio corrisposto dalla Repubblica italiana di importo pari a 24.000€.

## Opere

### Edizioni in albanese
- Antologia e shiut, "Naim Frashëri", Tirana, 1990
- Trup i pranishëm / Corpo presente, I edizione “Botimet Dritëro”, Tirana, 1999 (in bilingue, con testo italiano a fronte).
- Gjëmë: Genocidi i poezisë shqipe, “Mësonjëtorja”, Tirana, 2010, ISBN 978-99943-35-75-6

### Edizioni in italiano in bilingue
- Ombra di cane/ Hije qeni, Dismisuratesti 1993, Supplemento al n.110 di Dismisura, 1993
- Sassi controvento/ Gurë kundërerës, Laboratorio delle Arti 1995,
- Pietre al confine, Associazione Culturale "E-senza" Metrica", Comune di Ancona, 1998. A cura di Massimiliano Martolini. Con una intervista all'autore di Maria Grazia Maiorino e di Valerio Cuccaroni
- Antologia della pioggia/ Antologjia e shiut, Fara Editore 2000, ISBN 8-8878-0808-2
- Antologia della pioggia/ Antologjia e shiut (arricchita con nuovi inediti rispetto alla prima edizione). Edizioni Ensemble 2018, ISBN 978-88-6881-329-1
- Erbamara/ Barihidhët, Fara Editore 2001, ISBN 8-8878-08333
- Erbamara/ Barihidhët (arricchita con nuovi testi inediti rispetto alla prima edizione). Cosmo Iannone Editore 2013, ISBN 978-88-516-0147-8
- Stigmate/ Vragë, Besa, 2002, Besa 2006 e 2016, ISBN 88-497-0120-9; ISBN 978-88-497-1044-1
- Spine Nere/ Gjëmba të zinj, Besa 2004 e 2005, ISBN 9788849702521, ISBN 978-8849703320
- Maldiluna/ Dhimbjehëne, Besa 2005 e 2007, ISBN 978-88-497-0305-4, ISBN 978-8849703054
- Poema dell'esilio/ Poema e mërgimit, Fara Editore 2005, ISBN 888 7808 767 e Fara 2007 (edizione ampliata), ISBN 978-88-95139-11-1
- Peligòrga/ Peligorga, Besa 2007, ISBN 978-88-497-0456-3
- Poesie scelte / Poezi të zgjedhura 1990 - 2007, Besa 2008, 2014, ISBN 978-88-628-0017-4, ISBN 978-88-6280-017-4, ISBN 978-88-6280-072-3
- Poesie scelte / Poezi të zgjedhura 1990 - 2015, Edizioni Controluce 2015, ISBN 978-88-6280-163-8
- Poezi të zgjedhura 1990 – 2007 (versione in lingua albanese di Poesie scelte), Besa 2008, ISBN 978-88-497-0517-1
- Corpo presente/ Trup i pranishëm, Besa 2011, ISBN 8849707339, Edizioni Controluce 2018, ISBN 978-88-497-0733-5, Besa Muci, 2021, ISBN 978-88-3629-165-6
- Nur. Eresia e besa/ Nur. Herezia dhe besa, Ensemble, 2012, ISBN 978-88-97639-37-4
- Delta del tuo fiume / Grykë e lumit tënd. Edizioni Ensemble 2015, ISBN 978-88-6881-051-1
- Cresce dentro di me un uomo straniero / Rritet brenda meje një njeri i huaj, Edizioni Ensemble 2020, ISBN 978-88-6881-600-1
- Poesie scelte / Poezi të zgjedhura 1990 - 2020, Besa Muci Editore 2021, ISBN 978-88-3629-083-3
- I canti della brughiera / Këngët e brugierës, Edizioni Ensemble 2023, ISBN 8868819996
- Pane e olive /Bukë dhe ullinj, Besa Muci Editore, 2025. ISBN 978-88-3629-438-1

### Libri reportage di viaggio
- San Pedro Cutud. Viaggio nell'inferno del tropico, Fara 2004, ISBN 88-87808-44-9
- Muzungu, Diario in nero, Besa 2006, ISBN 88-497-0393-7

### Monografie sull'opera di G. Hajdari
- Poesia dell'esilio. Saggi su Gëzim Hajdari, a cura di Andrea Gazzoni. Cosmo Iannone Editore 2010, ISBN 978-88-516-0114-0
- La besa violata. Eresia e vivificazione nell'opera di Gëzim Hajdari - di Alessandra Mattei. Edizioni Ensemble 2014 ISBN 978-88-6881-019-1
- In balia delle dimore ignote. La poesia di Gëzim Hajdari - di Sara Di Gianvito. Besa 2015, ISBN 978-88-497-0993-3
- Geografie di orme nascoste. Paesaggi dell'esilio nelle opere di Gëzim Hajdari - di Matilde Sciarrino. Pubblicato dall'UdS Universität des Saarlandes, Saarbrücken, Germania: https://publikationen.sulb.uni-saarland.de/handle/20.500.11880/27446

## Opere a cura e traduzione di G. Hajdari

### Traduzioni in albanese
- Poesie /Poezi, di Amedeo di Sora. “Botimet Dritëro”, Tirana (Albania), 1999. Antologia con testo italiano a fronte. A cura e traduzione di G. Hajdari.
- Il muschio e la pietra/Eshka dhe guri di Luigi Manzi. Besa 2004, ISBN 88-497-0244-2. Antologia con testo italiano a fronte. A cura e traduzione di G. Hajdari.

### Traduzioni in italiano
- I canti dei nizam/ Këngët e nizamit, Besa 2012. ISBN 978-88-497-0823-3. Canti lirici orali albanesi dell'Ottocento. Testo albanese a fronte. A cura e traduzione di G. Hajdari
- Leggenda della mia nascita/ Legjenda e lindjes sime di Besnik Mustafaj. Edizioni Ensemble 2012, ISBN 978-88-97639-59-6. Testo albanese a fronte. A cura e traduzione di G. Hajdari.
- Evviva il canto del gallo nel villaggio comunista/ Rroftë kënga e gjelit në fshatin komunist, Besa 2013, ISBN 978-88-497-0822-6. Testo albanese a fronte. A cura e traduzione di G. Hajdari.
- Poesie scelte / Poezi të zgjedhura di Faslli Haliti. EdiLet 2015, ISBN 978-88-98135-41-7. Testo albanese a fronte.  A cura e traduzione di G. Hajdari.
- Poesie scelte / Poezi të zgjedhura di Jozef Radi. Besa 2017, ISBN 978-88-497-1104-2. Testo albanese a fronte. A cura e traduzione di G. Hajdari.
- La tua robinja / Kam me ardhe si deka di Donika Dabishevci. Edizioni Ensemble 2017, ISBN 978-88-6881-176-1. Testo albanese a fronte. A cura e traduzione di G. Hajdari.
- I canti del kurbet/ Këngët e kurbetit". Besa Muci 2023, ISBN 8836293204. Testo albanese a fronte. A cura e traduzione di G. Hajdari.

### Co-curatore
- I canti della vita di Abu l-Qasim al-Shabbi, Di Girolamo Editore 2008, ISBN 978-88-87778-20-5. A cura di Salvatore Mugno, traduzione dall'arabo di Imed Mehadheb, revisione poetica di Gezim Hajdari.
- Dove le parole non si spezzano di Gémino Abad, Edizioni Ensemble 2015, ISBN 978-88-6881-121-1. A cura di Gezim Hajdari, traduzione dall'inglese di Andrea Gazzoni. È la prima pubblicazione in italiano del poeta filippino.
- Colomba di fuoco e di piacere di Luigi Pacioni, Edizioni Ensemble, 2019, ISBN 88-6881-363-7. A cura di Gëzim Hajdari.

## Premi letterari
- 1996 - EkseTra (Rimini
- 1997 - Eugenio Montale (Roma)
- 1999 - Fratellanza nel mondo (Potenza)
- 2000 - Trieste EtniePoesie (Trieste)
- 2000 - Scritture di Frontiera - Umberto Saba (Trieste)
- 2000 - Dario Bellezza (Roma)
- 2000 - Grotteria (Reggio Calabria)
- 2003 - Ciociaria (Fiuggi)
- 2005 - Popoli in cammino (Milano)
- 2006 - Multietnicità (Roma)
- 2007 - Piccola Editoria di Qualità (Chiari)
- 2011 - Vittorio Bodini (Minervino - Lecce)
- 2016 - Guido Gozzano (Terzo - Alessandria)
- 2016 - Léopold Sédar Senghor (Milano)
- 2022 - Val di Comino, Premio Speciale alla Carriera (Alvito)
- 2024 - Giuseppe Acerbi, Premio Speciale per la Poesia (Castel Goffredo)